# Угличское духовное училище
У́гличское духо́вное учи́лище — начальное учебное заведение Русской Православной Церкви, располагавшееся в Угличе.

## История
Духовное училище было открыто в Угличе в 1776 году первоначально располагалось в деревянных келейных корпусах упразднённого в 1764 году Воскресенского монастыря.
Когда общее число учащихся духовного училища превысело две сотни и помещений для занятий стало не хватать, два училищных класса разместили в нижнем этаже Пятницкой церкви.
В 1882 году для духовного училища у купцов Выжиловых было куплено двухэтажное кирпичное здание на берегу Троицкого ручья.
В 1918 году духовное училище было закрыто. Здание не сохранилось до наших дней.